# Мачуково
Мачуково (грч. Εύζωνοι, Евзони) је насељено место у општини Пеонија у периферији Средишња Македонија, Грчка. Према попису из 2021. године било је 293 становника. Налази се на граници са Северном Македонијом и поред је гранични прелаз Богородица—Мачуково.
Према бугарском географу и историчару, Василу Канчову, у Мачукову је 1900. године живело 1.300 Словена хришћана. Мачуково је доста страдало током Балканских и Првог светског рата, када је становништво присилно пресељено јер је ту била линија Солунског фронта. Након ратова делимично је било обновљено. Већи део мештана се још пре Балканских ратова прселило у Ђевђелију, касније и у Бугарску. Село је 1920. имало 313 становника. Године 1924. насељен је већи број грчких избегличких породица из Турске. На попису из 1928. Мачуково је имало 711 становника.